# Kivijärvi (sjö i Satakunta, Finland)
Kivijärvi är en sjö i Finland. Den ligger i kommunen Siikais i landskapet Satakunta, i den sydvästra delen av landet, 240 km nordväst om huvudstaden Helsingfors. Kivijärvi ligger 83 meter över havet. Arean är 14 hektar och strandlinjen är 1,59 kilometer lång. Sjön  ingår i Karvia å huvudavrinningsområde.   Den ligger vid sjön Haukilampi. I omgivningarna runt Kivijärvi växer i huvudsak blandskog.